# Vilayet d'Aydın
Pour les articles homonymes, voir Aydın (homonymie).
1867–1922
Entités précédentes :
- Eyalet d'Aydın

Entités suivantes :
- Province d'Aydın
- Province de Denizli
- Province d'Izmir
- Province de Manisa
- Province de Muğla

Le vilayet d'Aïdin ou Aydın ( ولايت ايدين, Vilâyet-i Aidin en turc ottoman) est une province de l'Empire ottoman qui a existé de 1867 à 1922. Bien qu’il conserve le nom d'Aydın, sa capitale était Smyrne (Izmir) et il est souvent désigné comme vilayet de Smyrne. Sa superficie est de 45 000 km2.

## Histoire

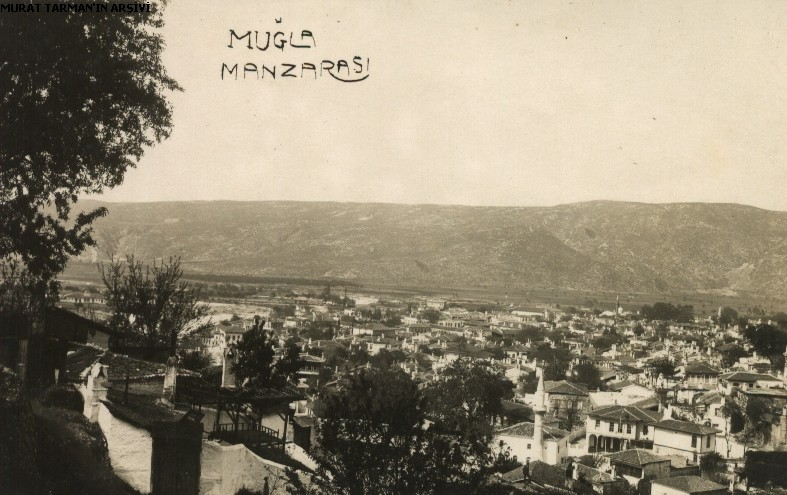
Ancienne photographie de la ville de Muğla, n.d.

Le vilayet d'Aydın est créé en 1867 par la réforme administrative qui transforme les eyalets en vilayets. Il reprend le territoire de l'eyalet d'Aydın détaché en 1827 du pachalik d'Anatolie.
Au lendemain de la Première Guerre mondiale en Orient, la région côtière, à forte population grecque, est comprise dans les revendications nationalistes grecques de la « Grande Idée » et durement disputée pendant la guerre gréco-turque de 1919-1922 ; celle-ci s'achève par la « Grande Catastrophe », l'expulsion massive des communautés grecques qui y vivaient depuis l'Antiquité.

## Économie
En 1911, l'Encyclopædia Britannica décrit le vilayet d'Aydın comme une des plus riches provinces et une des plus importantes dans l'économie de l'Empire ottoman. Ses productions agricoles sont variées : céréales, coton, opium, tabac, chêne de Valonia (Quercus macrolepis), raisins et figues. Le raisin sec (souvent appelé « raisin de Smyrne ») et les figues séchées sont d'importants articles d'exportation. La province compte 6 000 km2 de forêts ; cependant, la déforestation commence à se faire sentir au début du XXe siècle.
La région produit aussi de l'émeri, du chrome, de l'antimoine et du mercure. Les tapis, tissés principalement par des femmes, sont produits à Smyrne, Kula, Uşak, Gördes et Isparta. Le port de Smyrne est doté d'infrastructures modernes par la société française Dussaud frères en 1869 et ouvre sur les deux premières voies ferrées d'Anatolie, Smyrne-Kasaba (Turgutlu) et Smyrne-Aydın, construites par l'Ottoman Railway Company (en) britannique.

## Population
Le recensement de 1885, publié en 1908, attribue à la province une population de 1 390 783 habitants. Celui de 1893 donne la répartition suivante par sandjaks et par communautés (en milliers d'habitants) : 
| Communauté         | Smyrne | Saruhan | Aydın | Denizli et Menteşe | Total   |
| ------------------ | ------ | ------- | ----- | ------------------ | ------- |
| Musulmans          | 279,6  | 305,8   | 189,3 | 344,6              | 1 119,3 |
| Grecs              | 133,8  | 33,8    | 16,2  | 12,7               | 196,5   |
| Arméniens          | 9,2    | 3,9     | 0,6   | 0,5                | 14,2    |
| Juifs              | 17,2   | 2,4     | 2,1   | 0,5                | 22,2    |
| Citoyens étrangers | 54,6   | 1,1     | x     | 0,1                | 55,8    |
| Autres             | 2,3    | x       | 0,1   | 0,1                | 2,5     |
| Total              | 496,7  | 347,0   | 208,3 | 358,5              | 1 408,0 |

## Subdivisions
Avant 1914, la province était subdivisée en 5 sandjaks :
1. Sandjak de Smyrne : kazas de Smyrne, Nif, Karaburun, Kuşadası, Çeşme, Ödemiş, Urla, Foça, Bayındır, Menemen, Bergama, Seferihisar et Tire)
2. Sandjak de Saruhan : kazas de Manisa, Alaşehir, Kula, Akhisar, Salihli, Gördes, Demirci, Eşme, Kırkağaç, Soma et Kasaba (Turgutlu)
3. Sandjak d'Aydın : kazas d'Aydın, Nazilli, Bozdoğan, Söke et Çine
4. Sandjak de Menteşe : kazas de Muğla, Milas, Makri, Bodrum, Köyceğiz et Marmaris
5. Sandjak de Denizli : kazas de Denizli, Tavas, Çal, Buldan, Sarayköy et Garbikaraağaç (Acıpayam)

Photographies d'habitants du vilayet d'Aydın
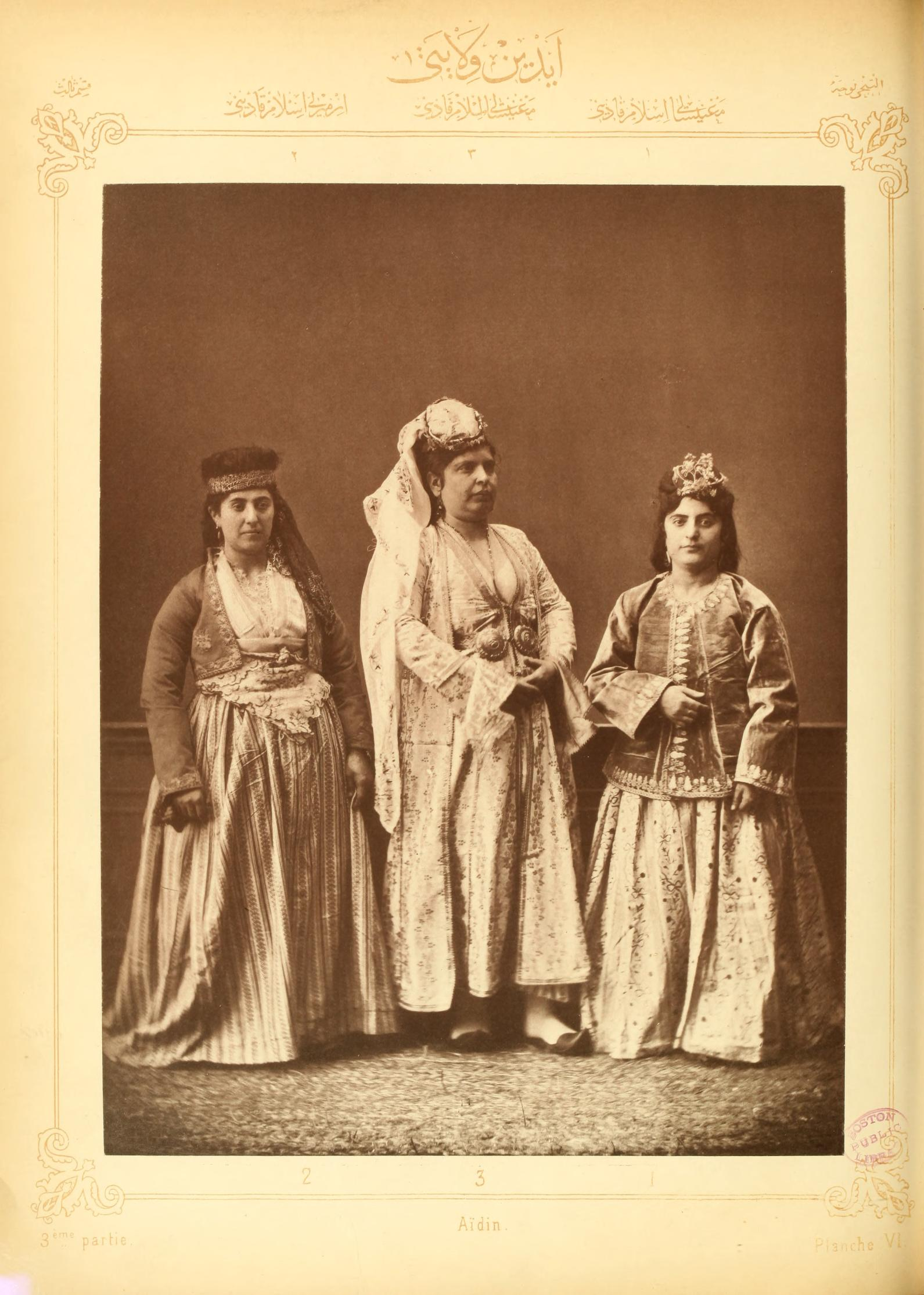
Femmes musulmanes du vilayet d'Aydın, pavillon ottoman de l'exposition universelle de Vienne, Pascal Sébah, 1873
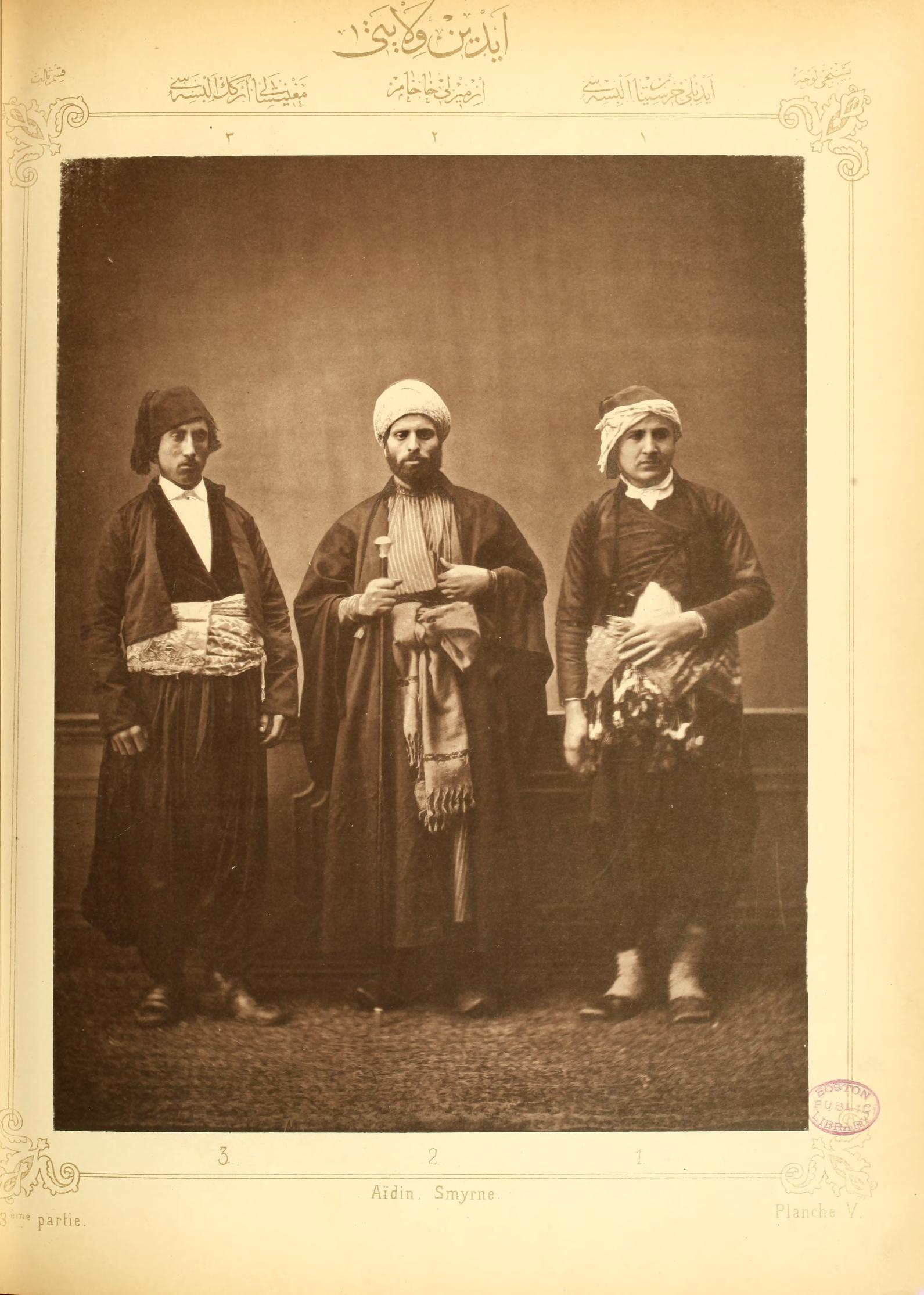
Hommes chrétiens et musulmans du vilayet d'Aydın, Pascal Sébah, 1873
Deux Zeybeks (montagnards) et un artisan du vilayet d'Aydın, Pascal Sébah, 1873
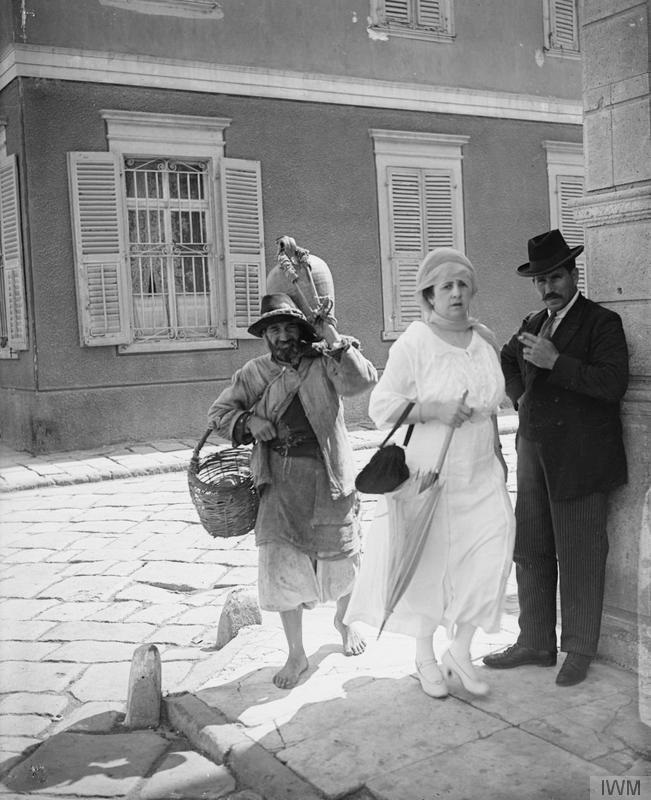
Vinaigrier turc et couple de bourgeois grecs à Smyrne, 1919